# Dejerosa
Dejerosa picta es una especie de araña araneomorfa de la familia Lycosidae. Es el único miembro del género monotípico Dejerosa. Es originaria de Mozambique.